# Jean-Claude Novaro
Pour les articles homonymes, voir Novaro.
Jean-Claude Novaro est un maître verrier né à Antibes (Alpes-Maritimes) le 18 octobre 1943 et mort à Monaco le 30 décembre 2014 Il a inventé l'inclusion d'or, d'argent et de bronze dans le verre ainsi que le verre phosphorescent, après 20 ans de recherches et avec l'aide de sa femme Virginie Novaro Pigasse.,.

## Biographie
Cadet de quatre enfants, il naît dans le sud de la France et grandit dans le village de Biot, place des Arcades. À l'âge de 14 ans, il perd sa mère et quitte l'école « ravi de n'y avoir rien appris », pour intégrer l'actuelle Verrerie de Biot auprès de son fondateur Éloi Monod. 
Apprenti en 1957, Jean-Claude Novaro devient maître verrier à l'age de vingt ans, « chef de la halle » et responsable de la formation de 1973 à 1977,. Pendant cette période, il a une équipe de 40 artisans verriers sous sa tutelle[réf. nécessaire].
En 1977, il monte son propre atelier de création à Biot avec l'aide de son épouse de l'époque, Michèle Luzoro. La même année, ils donnent naissance à leur fille, Léa. Ils divorceront en 1982. Jean-Claude Novaro part alors monter un atelier à Paris. En 1984, il installe définitivement son atelier à Biot sur les terres familiales, aux Vignasses.
Il collabore avec un autre artiste de Biot, Jean-Paul Van Lith de 1979 à 1981.  
En 2011, il ouvre un atelier aux Émirats arabes unis,.

## Art
Il travaille à la fois au marbre et à l'outil, en applications à chaud, en métallisation par réduction et avec des adjonctions de métaux, d'oxydes métalliques, de feuilles d'or et de divers métaux précieux. Il invente en 1991 un verre qui, additionné de poudres, absorbe la lumière et la restitue dans l’obscurité,. Une autre de ses technique consiste à inclure des poudres d'émaux en couches intercalaires dans l'épaisseur du verre afin de créer des reflets.
À partir de 1963, l'influence Art déco le pousse à créer des flacons, lampes et vases. Il réalise en 1998 une série de vases sur le thème de la vie quotidienne en Égypte et sur le thème du football pour la Coupe du monde.
En 2002, il crée une œuvre monumentale pour l'aéroport de Nice,. Il entre d'ailleurs dans le Guinness Book des Records pour avoir réalisé la plus grande œuvre en verre jamais réalisée par un maitre verrier,.

## Lieux d'exposition

### France
- Galerie Place des arts à Montpellier, 1984
- Galerie d'art Joël Dupuy, Hardelot[15]
- Cathédrale de Rouen, octobre 2010[16]
- Office du Tourisme de Biot, juillet-octobre 2011[17]
- Musée du verre François-Décorchemont, Conches-en-Ouche, collection permanente[18]
- Maison Flotte, Sanary, mai-juin 2010[19]
- Galerie Vanaura, Versailles, juillet-août 2011[20]
- Musée d’Unterlinden, Colmar
- Musée des Arts Décoratifs, Paris
- Musée du Verre, Sars-Poteries
- Musée du Verre et du Cristal, Meisenthal

### Belgique
- Musées de Liège et de Charleroi

### Monaco
- Maison de l'Amérique latine de Monaco, décembre 2009-janvier 2010[21]

### États-Unis
- Bittan Fine Art, Californie[22]
- The Corning Museum of Glass, New-York[23]
- Musée du Verre, Boca Raton, Floride
- New York Artexpo 1994 - 1995[5]
- Musée du verre d'Owensboro, 1997, Ohio

### Monde
- Unicorn Art Gallery, Lahore, Pakistan[24]
- Glass Museum, Ebeltof, Danemark
- Salon du musée des arts décoratifs à Séoul en 1986, Corée du sud
- Tokyo, Kyoto et Osaka[évasif] 1987 - 1989, Japon

## Hommage
Plusieurs trophées sportifs et culturels portent son nom dont le trophée du champion des champions de L'Équipe en 1986 ou le trophée de golf à Cannes-Mougins en 2011[source insuffisante].    
Il est nommé chevalier des Arts et des Lettres en 2003 par le ministre de la Culture Renaud Donnadieu de Vabres.